# 1816 Liberia
1816 Liberia este un asteroid din centura principală, descoperit pe 29 ianuarie 1936, de Cyril Jackson.